# Polańczyk
Polańczyk – wieś wczasowo-uzdrowiskowa w Polsce położona w województwie podkarpackim, w powiecie leskim, w gminie Solina. Od 30 grudnia 1999 Polańczyk jest siedzibą władz gminy Solina (wcześniej siedzibą była Solina). Położony na zachodnim brzegu Jeziora Solińskiego.
Przy obwodnicy drogi wojewódzkiej nr 894 znajduje się rzymskokatolicki kościół parafialny w dawnej zabytkowej cerkwi.
Wieś prawa wołoskiego w latach 1551–1600, położona w ziemi sanockiej województwa ruskiego. W latach 1975–1998 miejscowość administracyjnie należała do województwa krośnieńskiego.

## Historia
Miejscowość wczasowo-uzdrowiskowa Polańczyk lokowano na prawie wołoskim w dobrach sobieńskich rodu Kmitów. Wieś istniała już w 1580 pod nazwą Polieszczańskie (od potoku Leszczyńskich). Wieś Poleszczańskie przypadła synowi siostry wojewody, Katarzyny Kmicianki (zamężnej za Andrzejem Stadnickim, kasztelanem sanockim) – Markowi Stadnickiemu (Jego brat Mikołaj Stadnicki otrzymał Myczków i Solinę). Nazwa tej miejscowości jest w orzeczeniu Królewskiego Trybunału Lubelskiego wydanego z 1655 w sprawie z powództwa Pobiedzińskich przeciw Stadnickim. Obecna nazwa przyjęła się pod koniec XVII wieku, kiedy właścicielami wsi byli Polańscy. Od 1674 nowym właścicielem wsi został Stanisław Zielonka herbu Jastrzębiec. Właścicielami ziemskimi byli tu również Hermanowscy, Gołębiowscy, Stadniccy, Balowie.
Pod koniec XVIII wieku cesarzowa Maria Teresa ofiarowała tutejszej parafii 8000 złotych reńskich. W dobie galicyjskiej właścicielami byli Karszniccy, Łempiccy, hr. Stanisław Ankwicz, hr. Sołtyk, Kazimierz Kuczkowski, Jan Indra, Ferdynand Wydra oraz Franciszek Cieśliński – ostatni właściciel wsi do 1945. W połowie XIX wieku właścicielami posiadłości tabularnej w Polańczyku byli Elżbieta Leszczyńska i inni współwłaściciele.

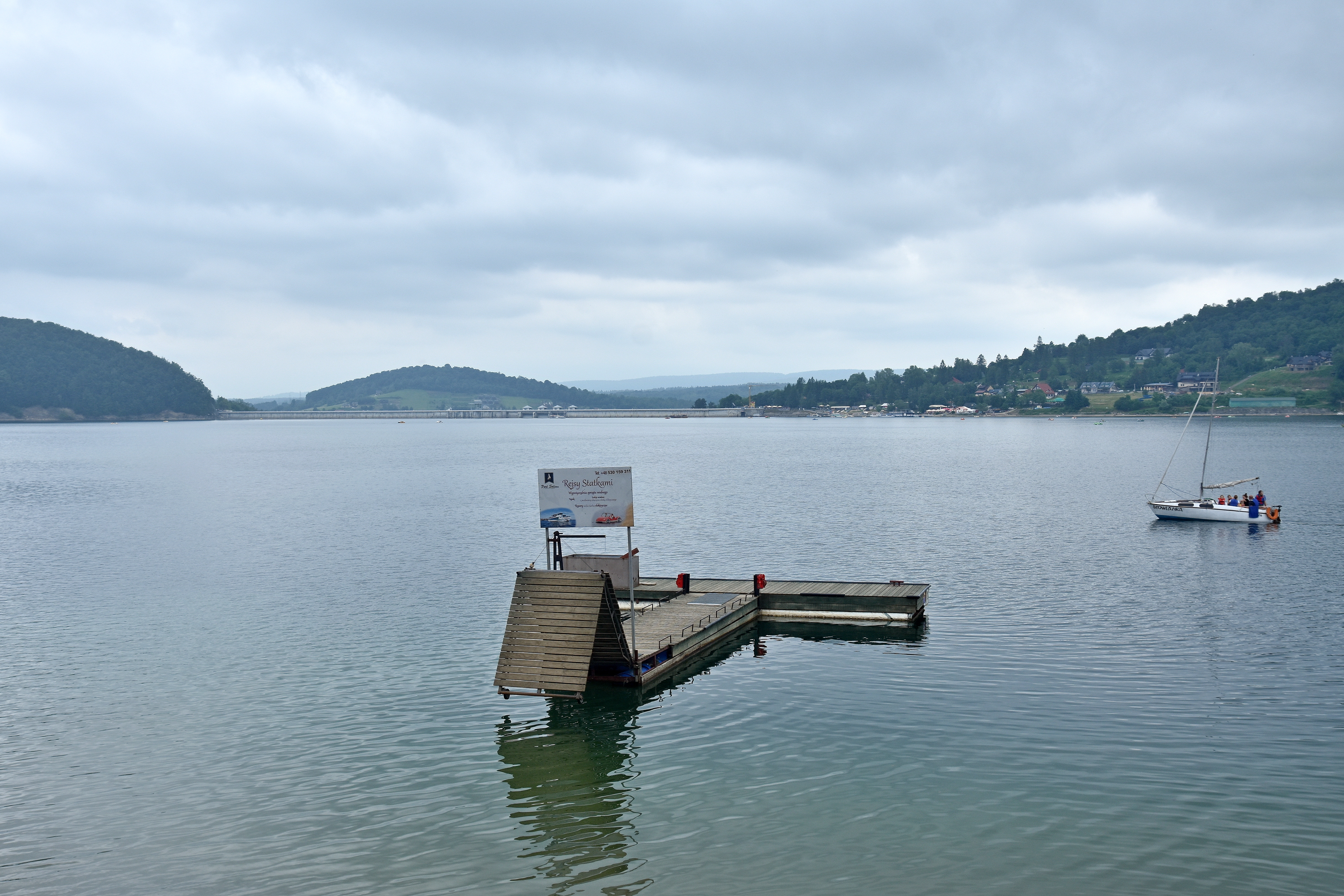
Widok z Cypla na Jezioro Solińskie
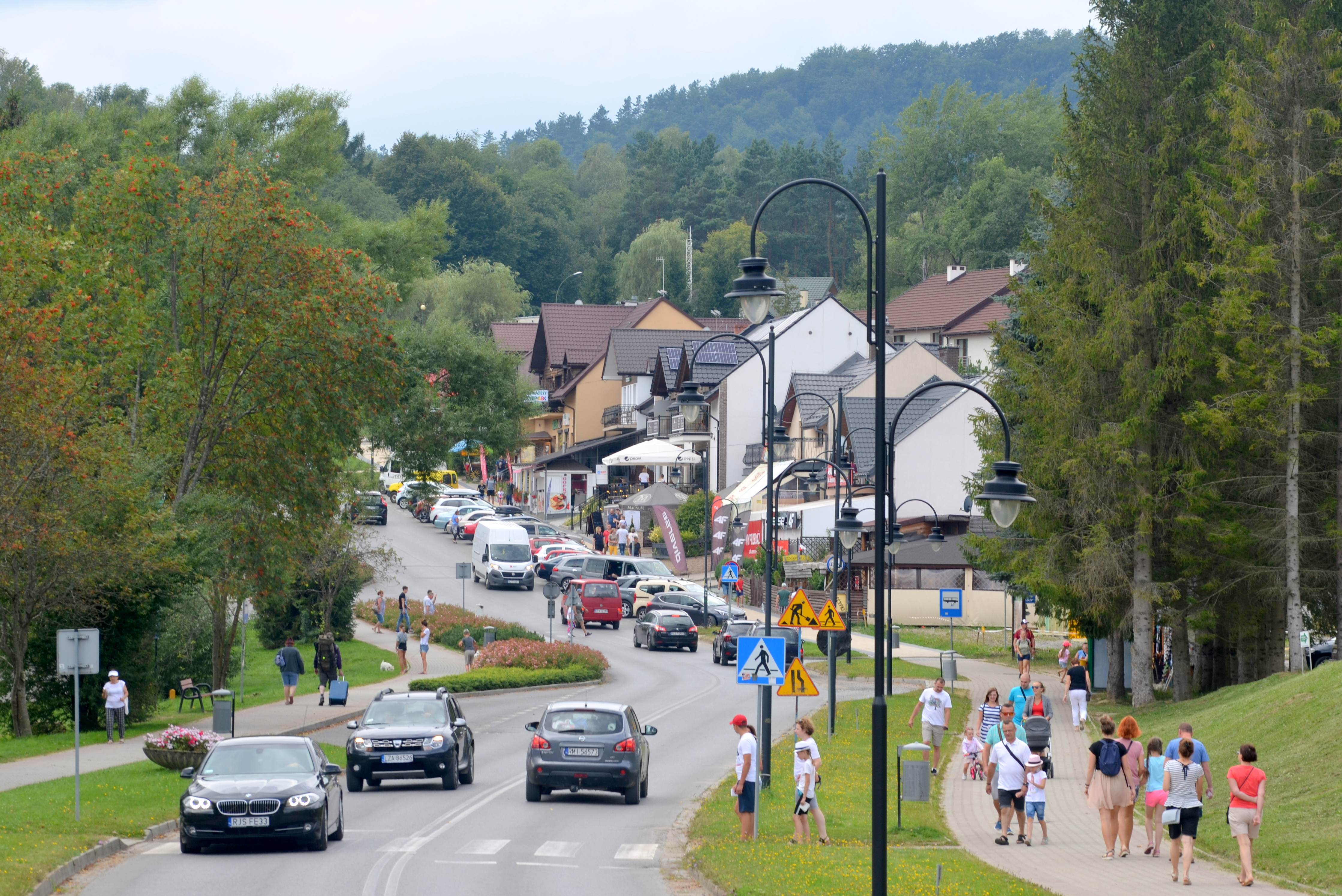
Ulica Zdrojowa
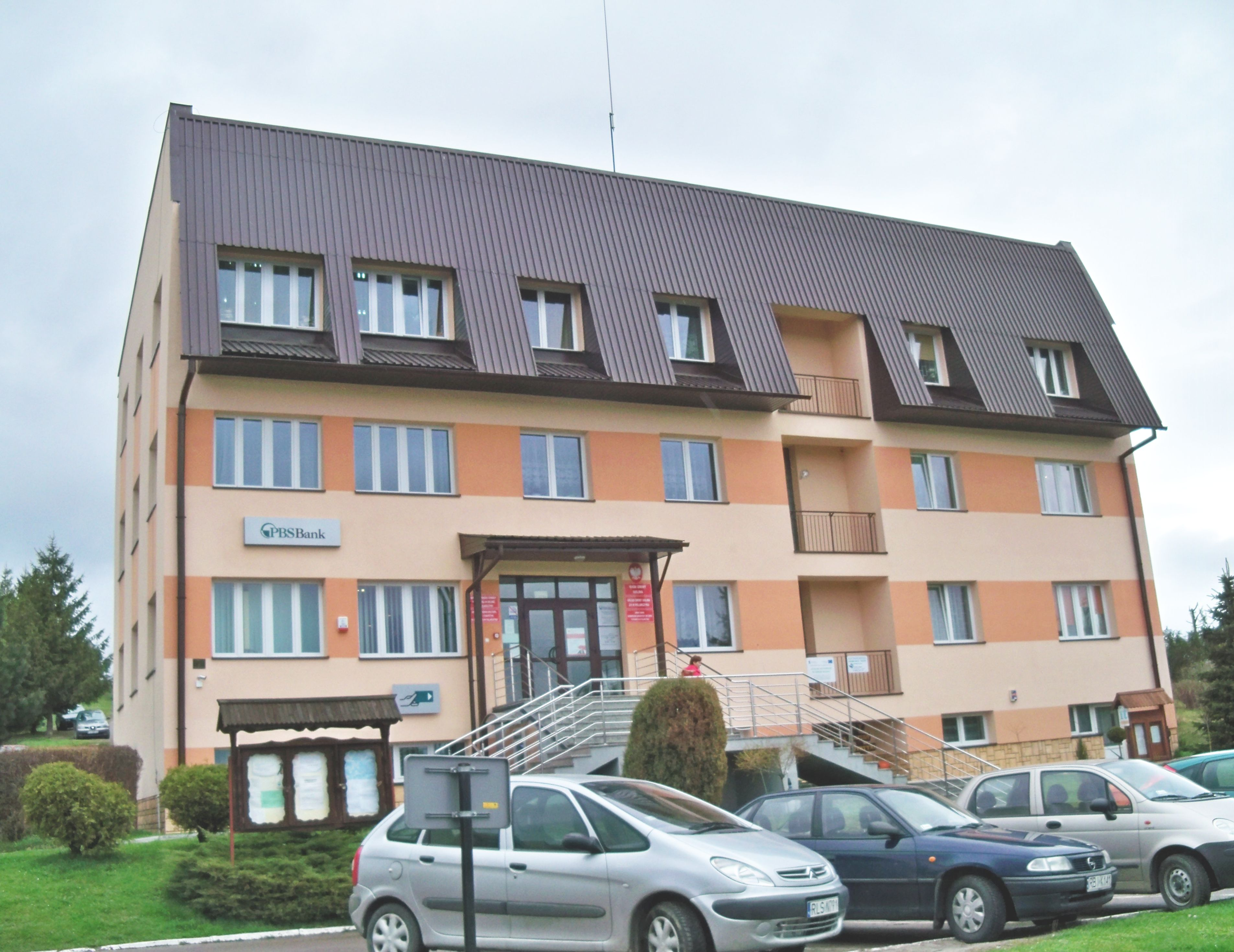
Urząd Gminy

W II Rzeczypospolitej wieś w powiecie leskim województwa lwowskiego. 25 lipca 1945 nacjonaliści ukraińscy z OUN-UPA napadli na wieś, grabiąc polskie gospodarstwa i zabijając kilku Polaków. Po II wojnie światowej ze wsi wysiedlono ludność ukraińską i rusińską.
Po powstaniu Zalewu Solińskiego w latach 1961–1968 Polańczyk zmienił swoje oblicze. Na półwyspie położonym po wschodniej stronie Polańczyka otoczonym wodami jeziora zbudowano domy wczasowe i sanatoria.
Od 1974, na podstawie ustawy o uzdrowiskach, Polańczyk uznawany był za miejscowość posiadającą warunki do prowadzenia lecznictwa uzdrowiskowego, dzięki czemu mogły być prowadzone tu zakłady lecznictwa. W 1999 miejscowość została uznana za uzdrowisko.

## Uzdrowisko
W Polańczyku lecznictwo uzdrowiskowe rozpoczęto w 1974, natomiast status uzdrowiska posiada od 1999. Jest tu łącznie ponad 1200 miejsc dla kuracjuszy. W odwiertach występują wody wodorowęglanowo-chlorkowo-sodowo-bromkowe i jodkowe (nieeksploatowane). Polańczyk ma także bogatą bazę leczniczą. Leczy się tutaj m.in. choroby układu oddechowego i moczowego oraz choroby kobiece. Znajduje się tutaj wiele miejsc noclegowych i przystani żeglarskich. Miejscowość posiada dobrą bazę gastronomiczną.

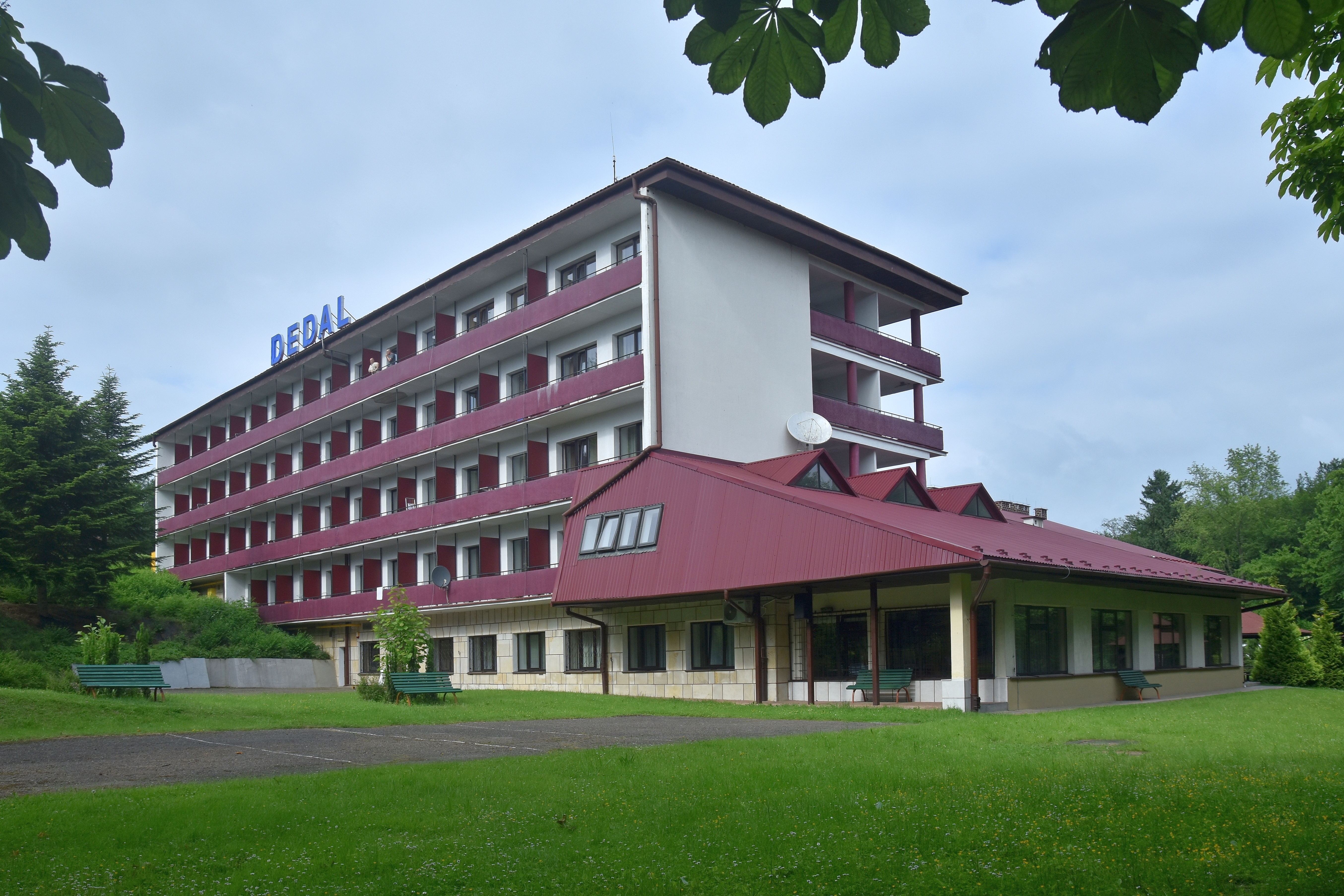
Sanatorium Dedal
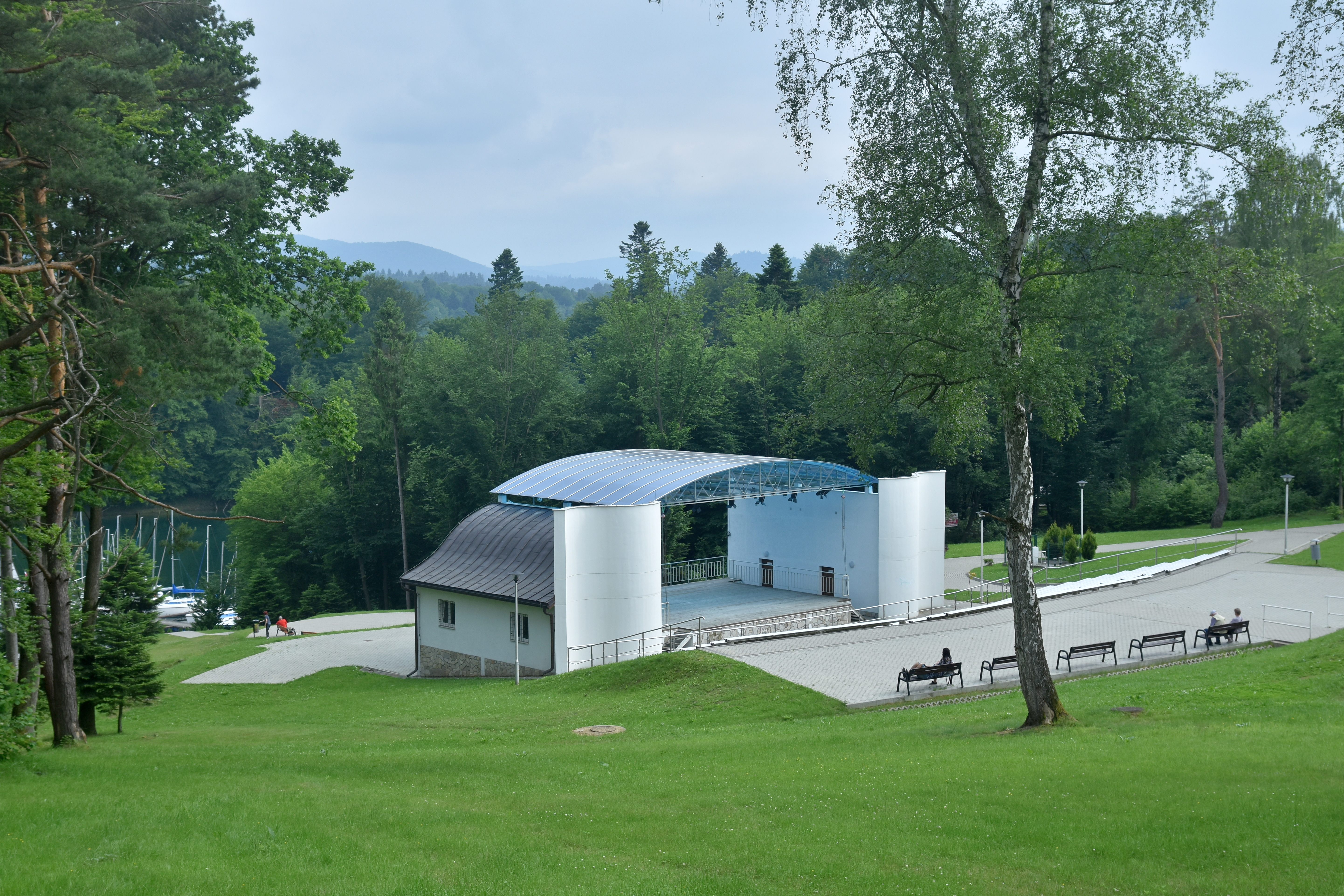
Park Zdrojowy
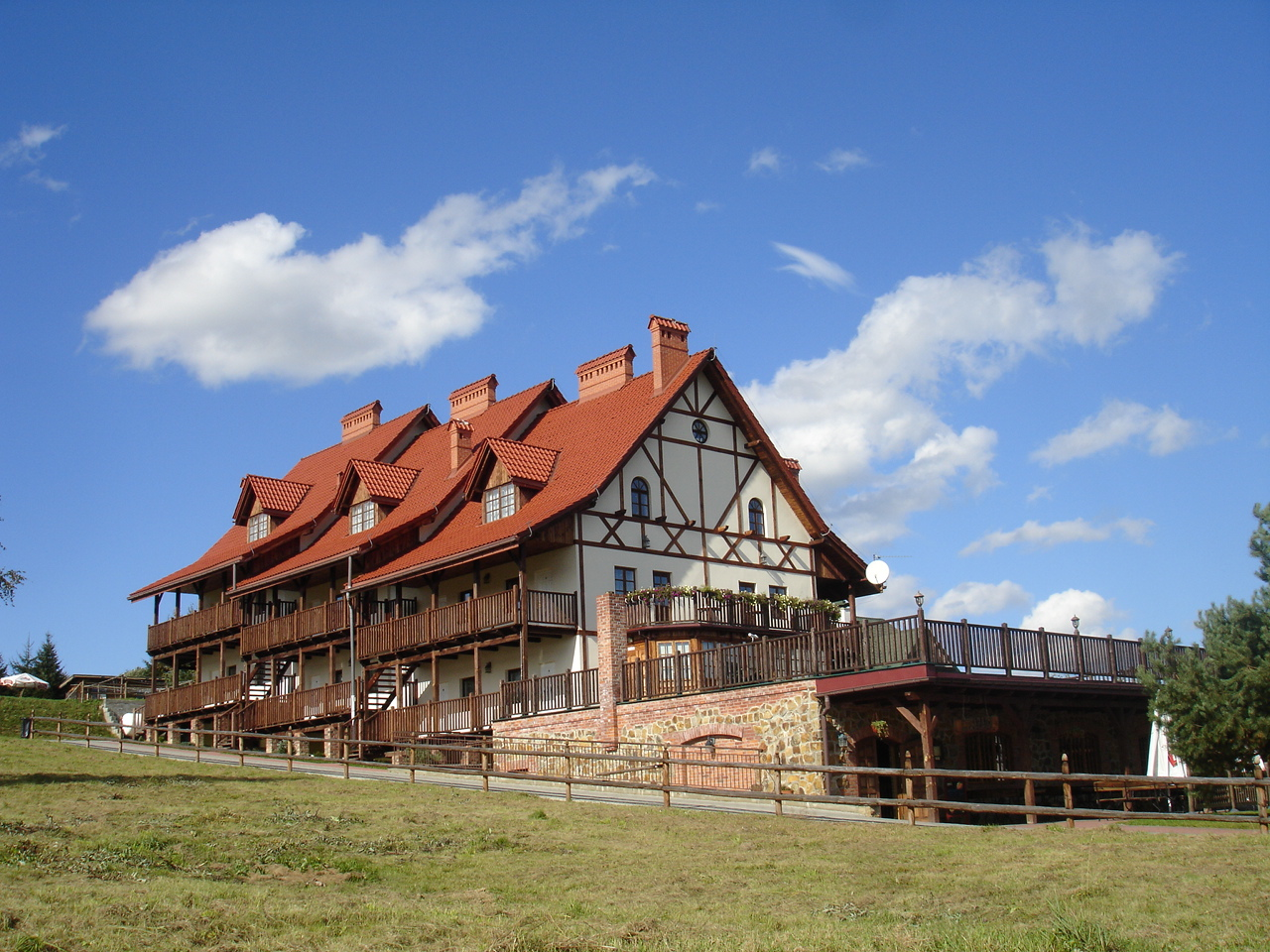
Hotel Eskapada

## Zabytki
- murowana cerkiew pw. św. Paraskewii (obecnie kościół) z ikoną Matki Boskiej z Łopienki
- cmentarz z murowaną kaplicą dworską z 1909 fundacji rodziny Cieślińskich
- kamienna kapliczka z XIX w. położona nad Jeziorem Solińskim

## Inne
W Polańczyku istnieje klub piłkarski LKS „Nelson” Polańczyk, który występuje w klasie „A” – okręg Krosno.

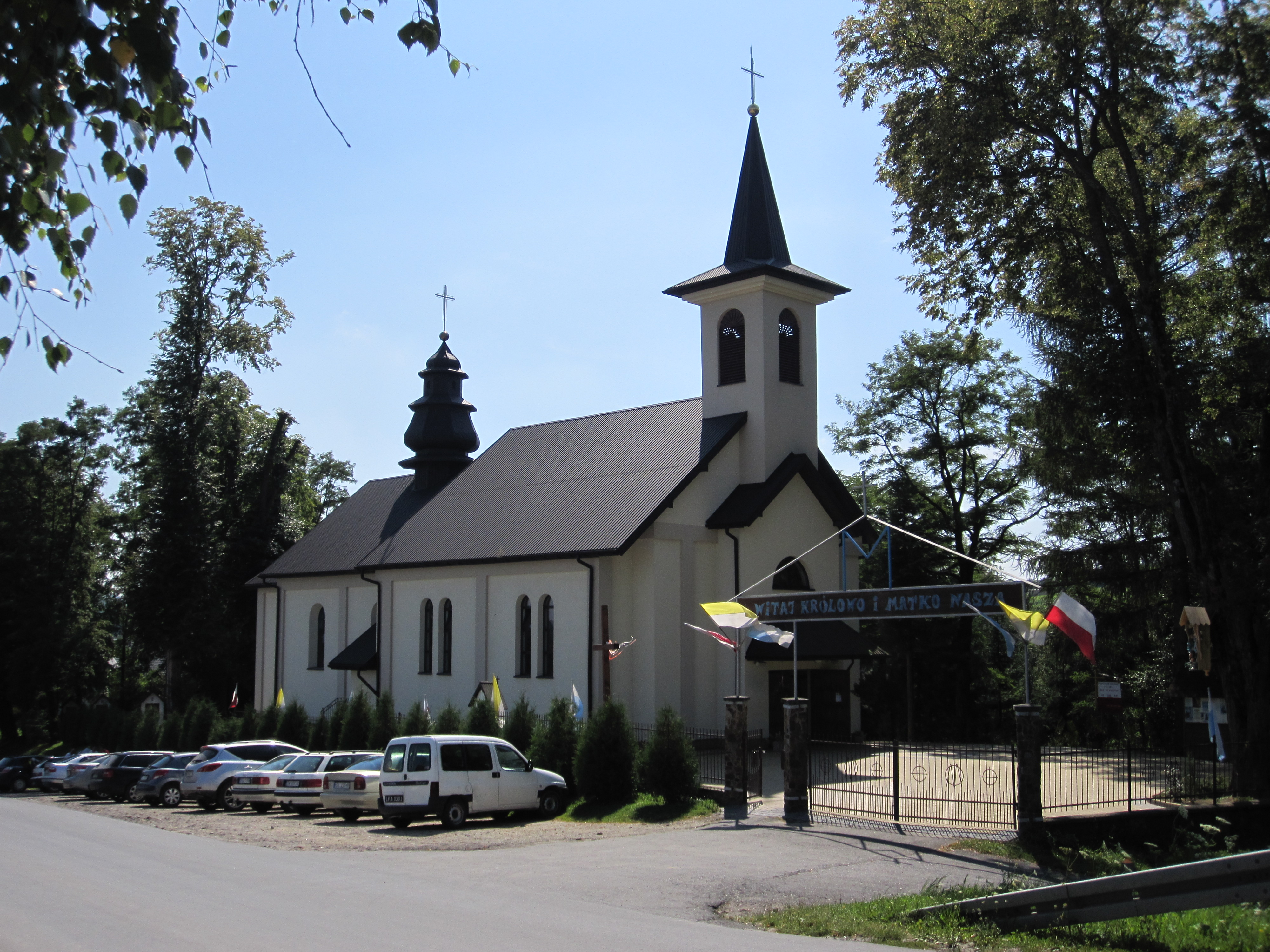
Zabytkowa cerkiew
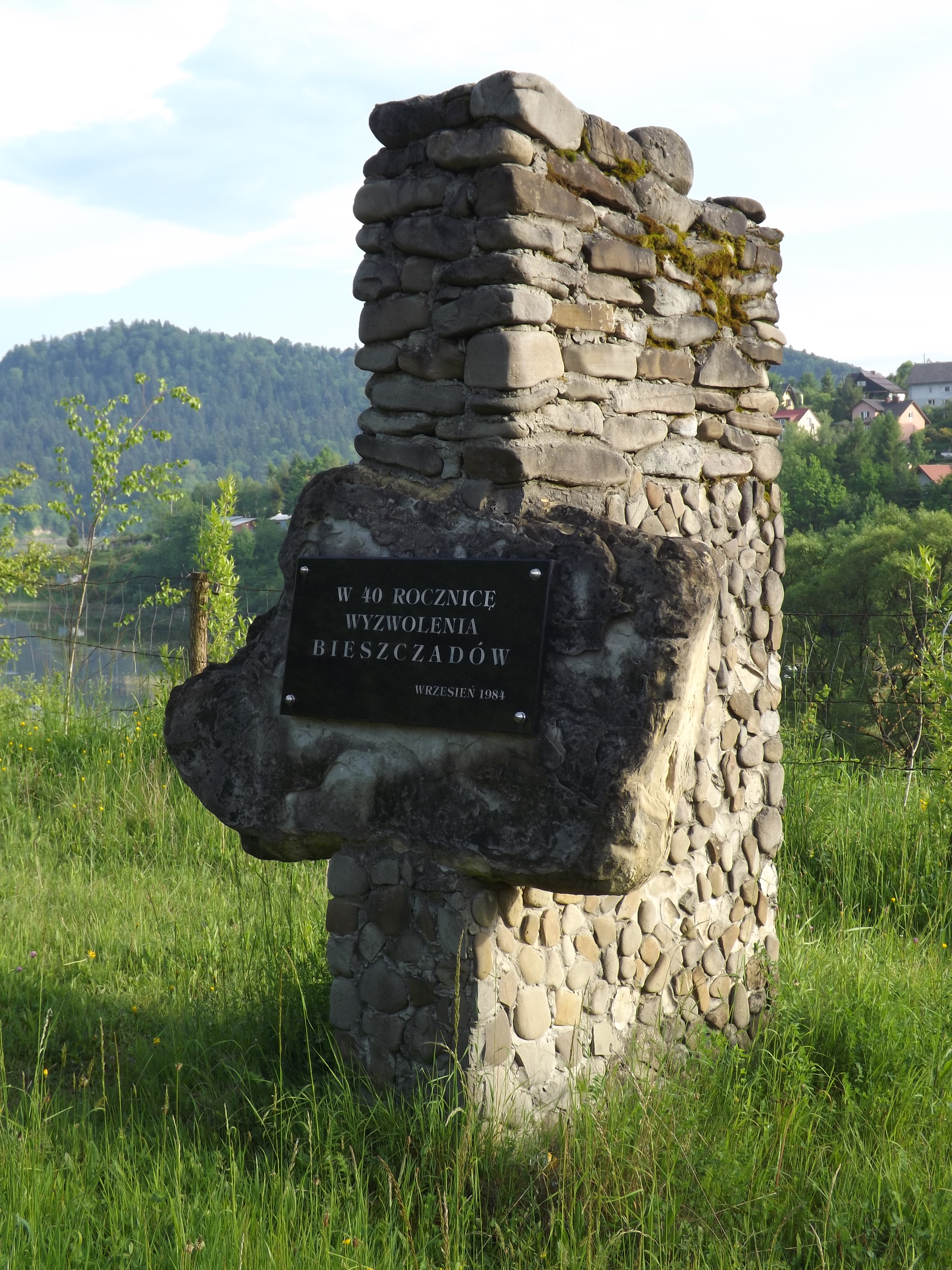
Pomnik przy drodze z Polańczyka do Wołkowyi upamiętniający 40 rocznicę wyzwolenia Bieszczadów spod okupacji niemieckiej w czasie II wojny światowej
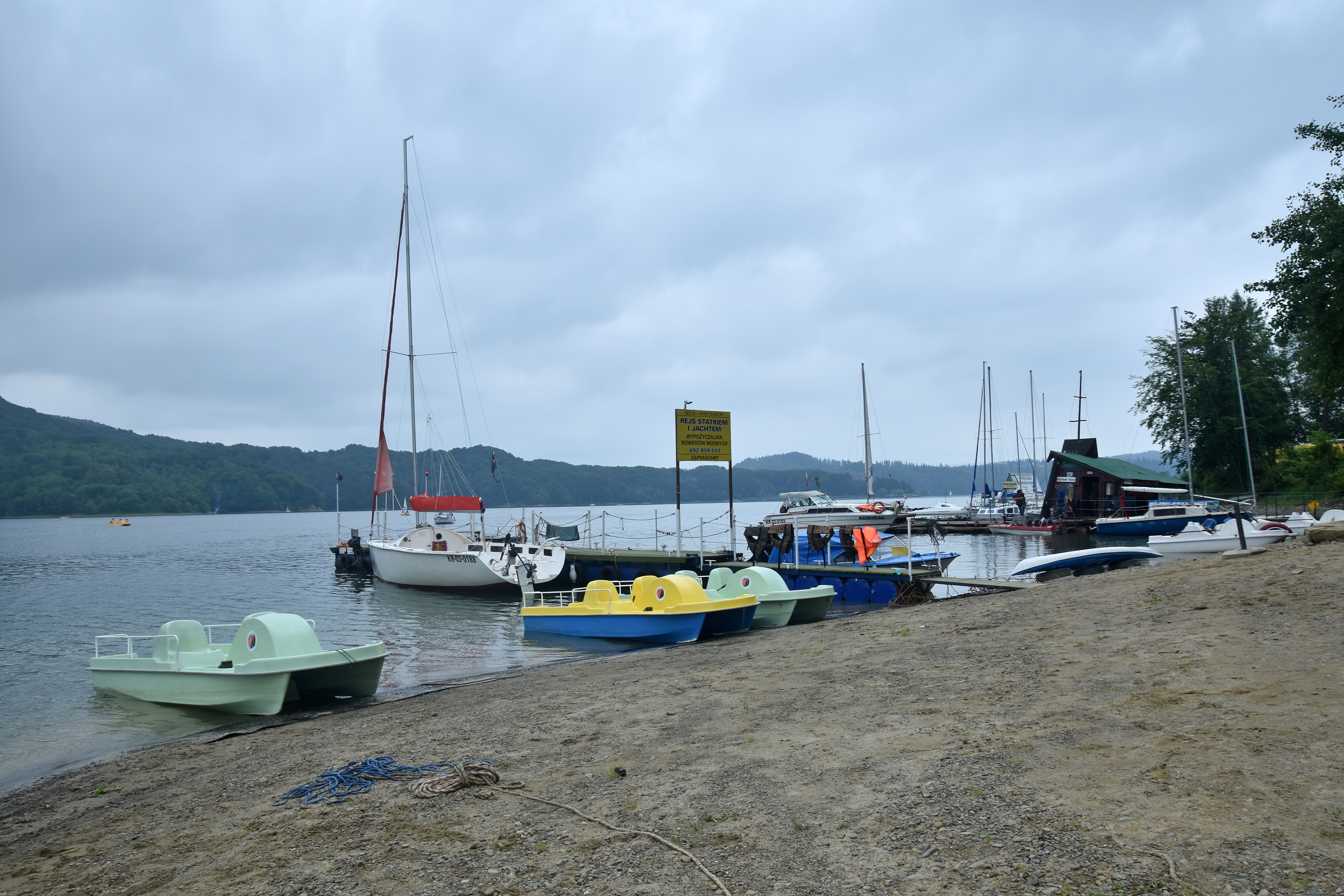
Plaża